# Roteiro da primeira viagem de Vasco da Gama à Índia

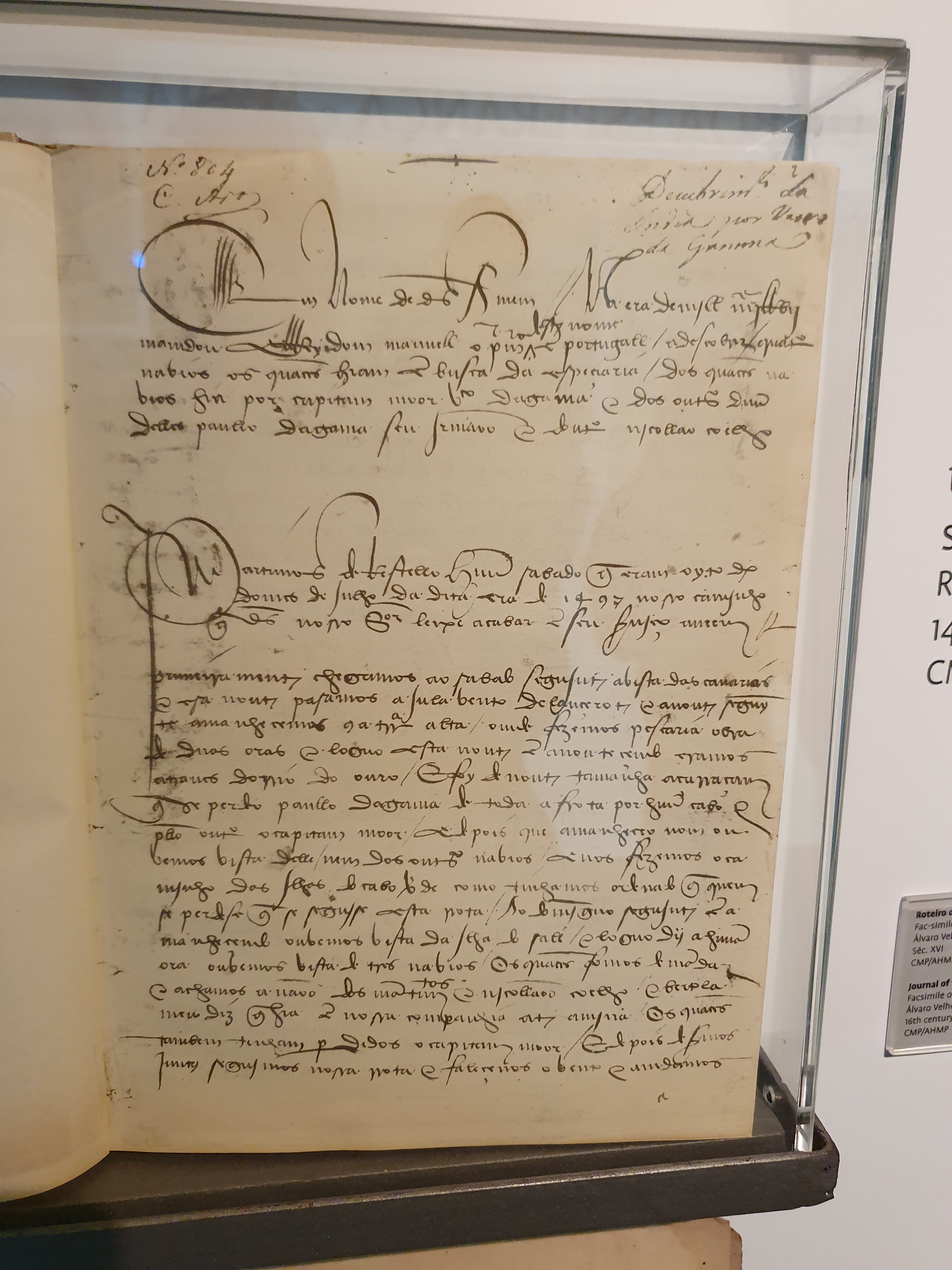
Roteiro da Viagem de Vasco da Gama à Índia (cópia da primeira página, em vitrine na Casa do Infante, no Porto)

O Roteiro da primeira viagem de Vasco da Gama à Índia é um manuscrito anónimo, atribuído à Álvaro Velho ou João de Sá.
Paradoxalmente esse único testemunho presencial da viagem de Vasco da Gama, documento tão importante da história da humanidade que relata a primeira viagem marítima entre a Europa e a Ásia foi durante séculos esquecido. Pertencendo ao acervo do Mosteiro de Santa Cruz em Coimbra foi ignorado até ao fim das Ordens Seculares em 1834, transferido para
a Biblioteca Pública Municipal do Porto, foi logo publicado no Porto em 1838, com o nome Roteiro da Viagem que em Descobrimento da Índia pelo Cabo da Boa Esperança fez D. Vasco da Gama em 1497 por Diogo Kopke  e António da Costa Paiva.
O diário de bordo, ou Roteiro da Índia, chegou até nós incompleto e através duma cópia, desconhecendo-se o manuscrito original.
Em 2013 o seu grande valor foi reconhecido, sendo inscrito pela UNESCO na lista do património Memória do Mundo.

## A relação
A viagem no inicio é bem descrita como a estadia na Índia e sua intrigas, mas a viagem de volta é muita abreviada devido possivelmente ao estado de saúde do autor, atingido como os outros de escorbuto e a consequente falta de pessoal para as manobras. Enfim a relação é abruptamente interrompida no golfo da Guiné.

### Ida
| “ | EM NOME DE DEUS , Amem. Na era de mjlliiijLRvij mandou ELL REY DOM MANUELL o primeiro deste nome em Portugall, a descobrir, quatro navios, os quaees hiam em busca da especiaria, dos quaees navios hia por capitam moor Vasco da Gama e dos outros duü delles Paullo da Gama seu irmaoo e doutro Njcollao Coelho. PARTIMOS de Restello huü sábado que eram oyto dias do mes de Julho da dita era de 1497 noso camjnho que Deus noso Senhor leixe acabar em seu servjço , Amem. | ” |
|   | — Início do Roteiro da Índia. |   |

Manuel I de Portugal confiou a Vasco da Gama o cargo de capitão-mor da frota que, num sábado 8 de Julho de 1497, zarpou de Belém em direção à Índia.
Contava com quatro embarcações:

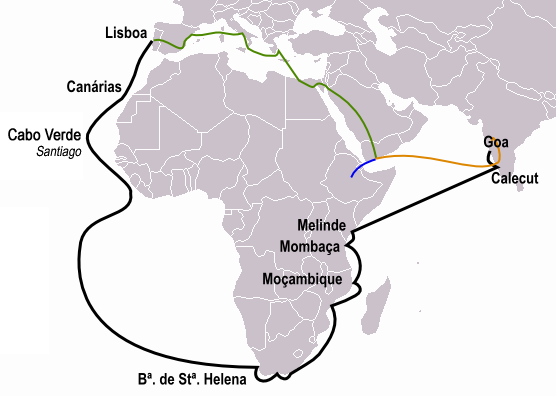
Viagem de Vasco da Gama (a preto) e as viagens anteriores de Pero da Covilhã (laranja) e Afonso de Paiva (azul), com o caminho percorrido antes de se separarem (a verde).

- São Gabriel, uma nau comandada pelo próprio Vasco da Gama;
- São Rafael,  comandada por Paulo da Gama, seu irmão;
- Bérrio, uma nau sob o comando de Nicolau Coelho;
- São Miguel, sob o comando de Gonçalo Nunes, que viria a ser queimada, na ida, na costa oriental africana.

A expedição partiu de Lisboa, acompanhada por Bartolomeu Dias que seguia numa caravela rumo à Mina, seguindo a rota já experimentada pelos anteriores exploradores ao longo da costa de África, chegaram as  Canárias uma semana depois da partida,  e ao Arquipélago de Cabo Verde em 15 dias, ponto de encontro da frota que estava espalhada. Após atingir a costa da atual Serra Leoa, Vasco da Gama desviou-se para o sul em mar aberto, cruzando a linha do Equador, em demanda dos ventos vindos do oeste do Atlântico Sul, que Bartolomeu Dias já havia identificado desde 1487. Esta manobra de "volta do mar" foi bem sucedida, passando muito perto das costas do Brasil como o descreve o nosso autor sobre a presença de aves  ‘’que iam para terra’’ 
| “ | ...e em xxij do dito mês hindo na volta do mar ao Sull e a quarta do Sudueste achamos mujtas aves feitas como garçõees e quando veo a noute tiravam contra o Susoeste mujto rrigas como aves que hiam pera terra, e neste mesmo dia vimos hüa balea e isto bem oytocentas legoas em mar. | ” |

A 4 de novembro de 1497, a expedição atingiu novamente o litoral Africano. Vasco da Gama poucos dias depois ficou ferido por um golpe duma lança dos indígenas.
No dia 23 de novembro a frota dobrou o cabo de Boa esperança.

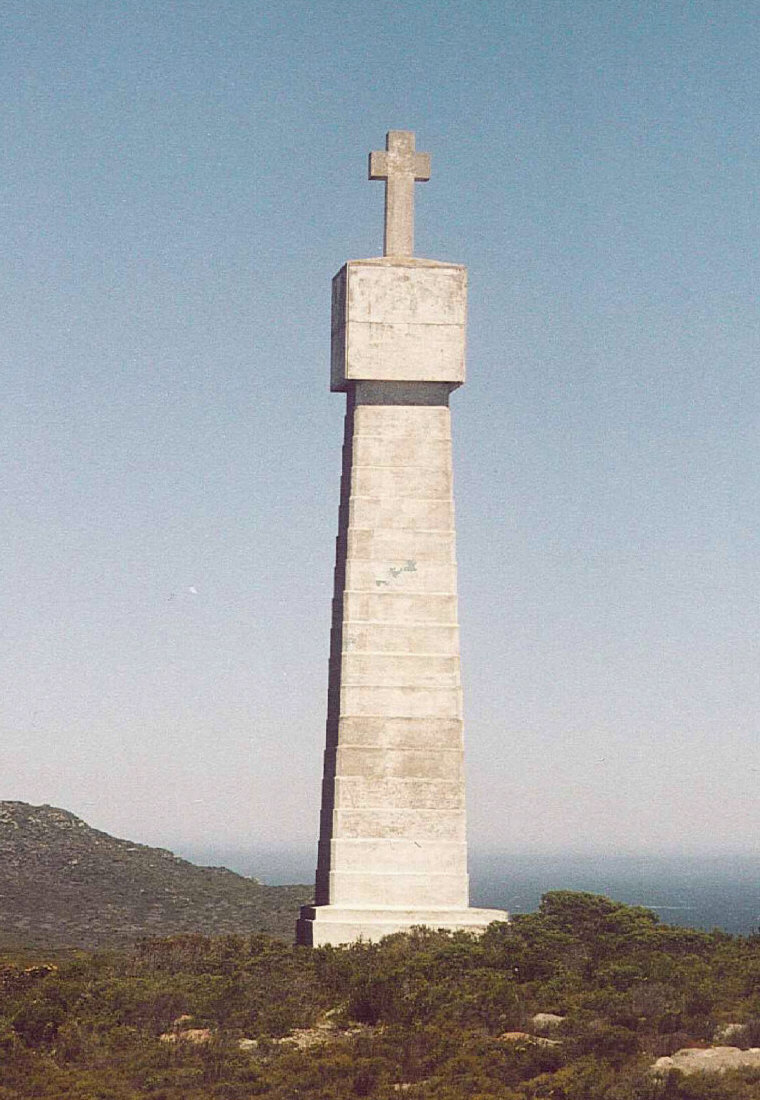
Reprodução da cruz de Vasco da Gama no Cabo da Boa Esperança.

A 18 de dezembro, a frota já tinha ultrapassado o chamado "Rio do Infante" (Great Fish River, na atual África do Sul) – de onde Bartolomeu Dias havia retornado anteriormente – e navegou em águas até então desconhecidas para os europeus. No dia de Natal, Gama e sua tripulação batizaram a costa em que navegavam o nome de Natal (atual província KwaZulu-Natal da África do Sul).
A 2 de março de 1498,  a armada chegou à costa de Moçambique. Na costa Leste Africana, os territórios controlados por muçulmanos integravam a rede de comércio no Oceano Índico. Em Moçambique encontram os primeiros mercadores indianos. Inicialmente são bem recebidos pelo sultão, que os confunde com muçulmanos e disponibiliza dois pilotos. Temendo que a população fosse hostil aos cristãos, tentam manter o equívoco mas, após uma série de mal entendidos, foram forçados por uma multidão hostil a fugir de Moçambique, e zarparam do porto disparando os seus canhões contra a cidade.
O piloto que o sultão da ilha de Moçambique ofereceu para os conduzir à Índia havia sido secretamente incumbido de entregar os navios portugueses aos mouros em Mombaça. Um acaso fez descobrir a cilada e Vasco da Gama pôde continuar.

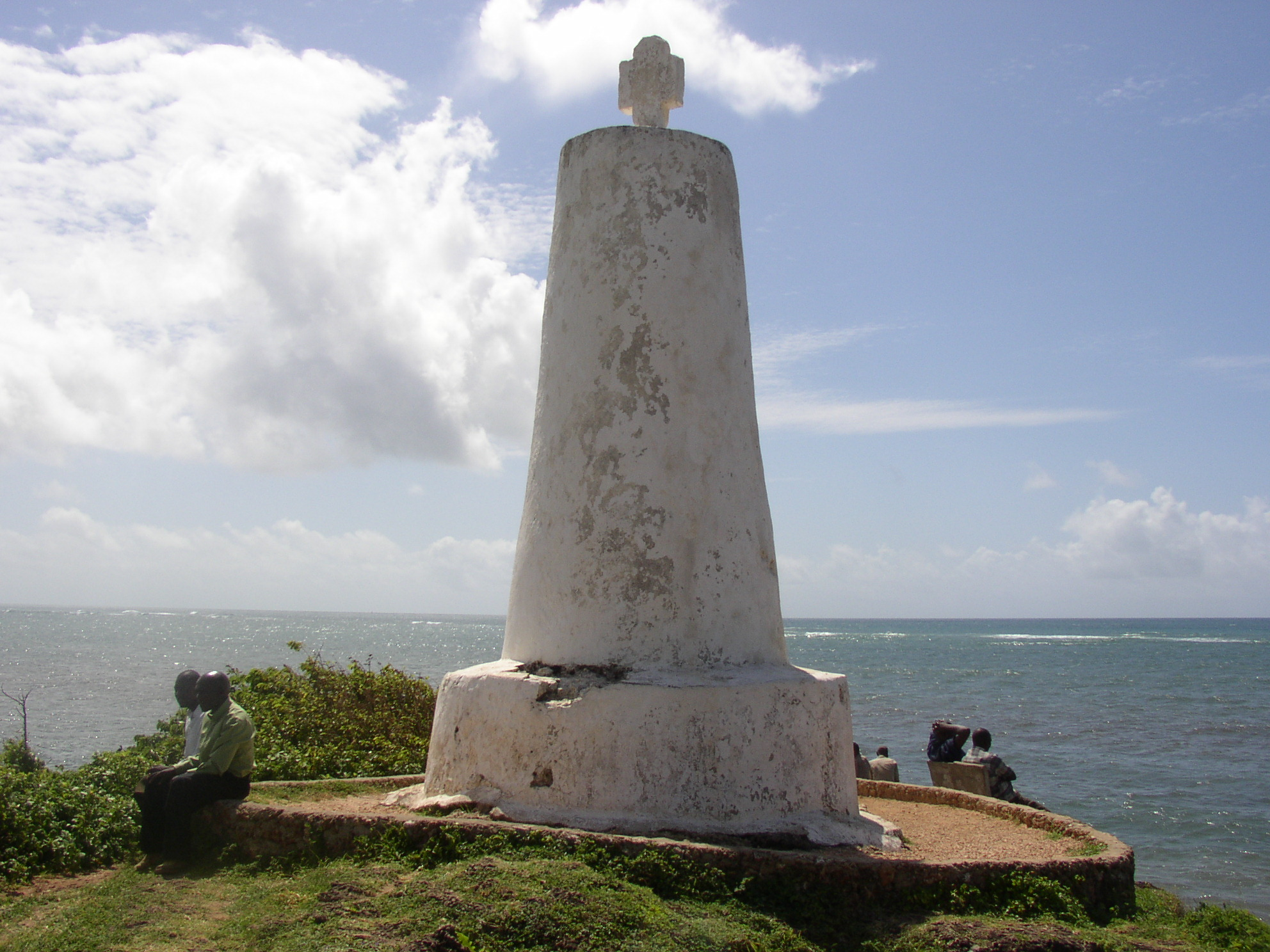
Padrão de Vasco da Gama em Melinde.

Na costa do atual Quénia a expedição saqueou navios mercantes árabes desarmados. Os portugueses tornaram-se conhecidos como os primeiros europeus a visitar o porto de Mombaça, mas foram recebidos com hostilidade e logo partiram.
Em abril de 1498, Vasco da Gama seguiu para norte, desembarcando no amistoso porto de Melinde – rival de Mombaça – onde foi bem recebido pelo sultão que lhe forneceu um piloto árabe, conhecedor do Oceano Índico, cujo conhecimento dos ventos de monções permitiu guiar a expedição até Calecute, na costa sudoeste da Índia. Saíram de África no dia 24 de abril

### Chegada a Calecute

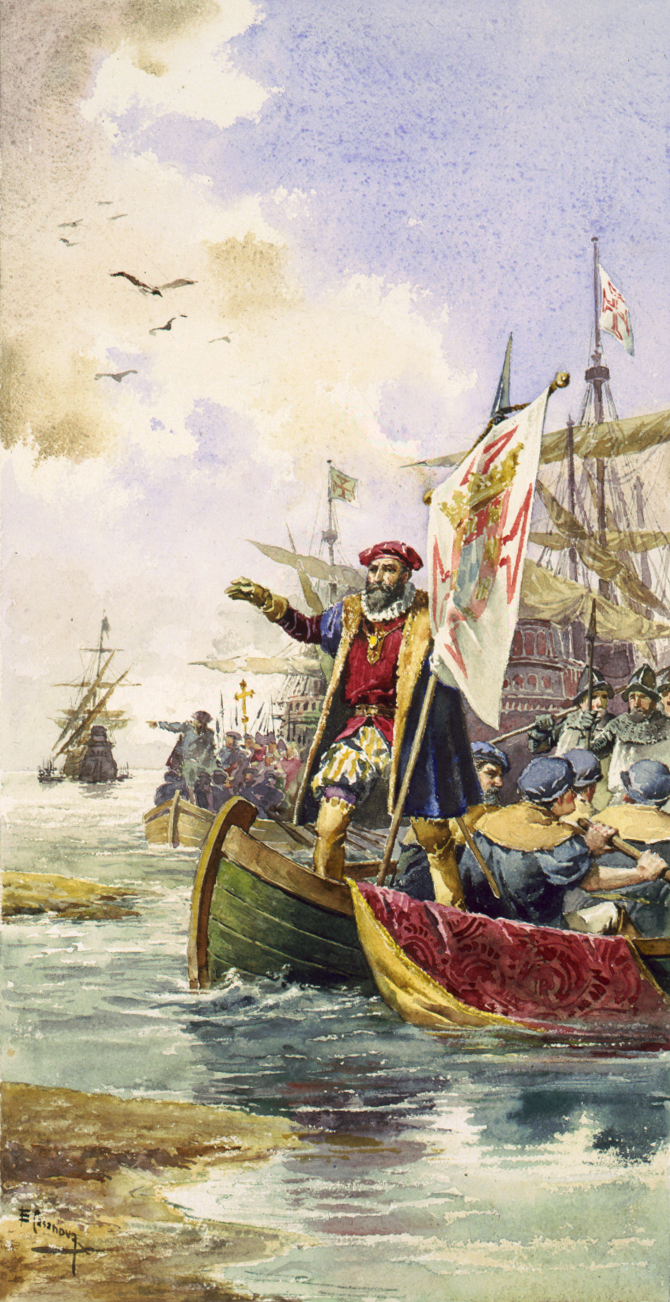
Chegada de Vasco da Gama a Calecute, Índia a 20 de maio de 1498.

A 29 de maio de 1498, a frota alcançou Kappakadavu, próxima a Calecute, no atual estado indiano de Kerala, ficando estabelecida a Rota do Cabo e aberto o caminho marítimo dos Europeus para a Índia.
No dia seguinte à chegada, Fernão Martins, um antigo escravos dos mouros, foi enviado a terra porque tinha conhecimento rudimentar de árabe (foi o primeiro a desembarcar em Calecute). Dois mouros de origem Tunisina, receberam-no na sua casa e à interpelação de um deles em castelhano «Ao diabo que te dou; quem te trouxe cá?» este respondeu a célebre frase: «Vimos buscar cristãos e especiaria.».
Ao ver as imagens de deuses Hindus, Gama e os seus homens pensaram tratar-se de santos cristãos, por contraste com os muçulmanos que não tinham imagens.
Contudo, as negociações com o governador local, samorim de Calecute, foram difíceis. Os esforços de Vasco da Gama para obter condições comerciais favoráveis foram dificultados pela diferença de culturas e pelo baixo valor de suas mercadorias. Com os representantes do samorim a escarnecerem das suas ofertas, e os mercadores árabes aí estabelecidos a resistir à possibilidade de concorrência indesejada. As mercadorias apresentadas pelos portugueses mostraram-se insuficientes para impressionar o samorim, o que gerou alguma desconfiança. Os portugueses acabariam por vender as suas mercadorias por baixo preço para poderem comprar pequenas quantidades de especiarias e joias para levar para o reino.
Por fim o samorim mostrou-se agradado com as cartas de D. Manuel I e Vasco da Gama conseguiu obter uma carta ambígua de concessão de direitos para comerciar, mas acabou por partir sem aviso após o Samorim e o seu chefe da Marinha insistirem para que deixasse todos os seus bens como garantia. Vasco da Gama manteve os seus bens, mas deixou alguns portugueses com ordens para iniciar uma feitoria.

### Regresso
Vasco da Gama iniciou a viagem de regresso a 5 de outubro de 1498. Na ânsia de partir, ignorou o conhecimento local sobre os padrões da monção que lhe permitiria velejar. Na Ilha de Angediva foram abordados por um homem que se afirmava cristão mas que se fingia de muçulmano ao serviço de Hidalcão, o sultão de Bijapur. Suspeitando que era um espião, açoitaram-no até que ele confessou ser um aventureiro judeu polaco no Oriente. Vasco da Gama apadrinhou-o, nomeando-o Gaspar da Gama.
Na viagem de ida, cruzar o Índico até a Índia com o auxílio dos ventos de monção demorara apenas 23 dias. A de regresso, navegando contra o vento, consumiu 90 dias, tendo as embarcações dado à costa Africana  a 2 de janeiro de  1499 e aportado em Melinde a 9 de janeiro. Nesta viagem cerca de metade da tripulação sobrevivente pereceu, e muitos dos restantes foram severamente atingidos pelo escorbuto. Apenas duas das embarcações que partiram do Tejo conseguiram voltar a Portugal, por falta de homens a nau São Rafael foi afundado ao largo da costa leste africana, e a tripulação redistribuída para os dois navios restantes, o São Gabriel e o Bérrio. Em 20 de março passam pelo cabo de Boa Esperança, 27 dias depois chegam a ilha de Santiago.
| “ | ... e hua quinta feira vinte e cinquo dias do mes Dabrill achamos fundo de trinta e cinquo braças , e todo o dia fomos por este camjnho, e o menos fundo foram vinte braças, e nom podemos aver vista de terra, e os pilotos diziam que éramos nos Baixos do Rio Grande. | ” |
|   | — Fim do diário. |   |

O diário acaba assim, de forma abrupta, no dia 25 de abril.
Em anexo temos uma descrição de
- Alguns reinos da Índia “ o quall eu soube muito çerto de  huũ homem que sabia a nossa falla he havia trinta anos que viera d’ Alexandria a estas partes.”
- Da maneira como combatem com elefantes,.
- Caçam e educam os elefantes
- Um comparativo entre os preços das especiarias em Alexandria em Calecute
- ‘’Esta é a linguagem de Calecut ‘’. A tradução de algumas palavras na língua de Calecute

## O manuscrito
Só temos um exemplar manuscrito de 45 páginas do inicio do século XVI, cópia do manuscrito original perdido. A cópia poderá ser da autoria de Fernão Lopes de Castanheda, pelo menos foi uma importante fonte para a sua obra. O formato é de folio de 29 cm; o papel de consistência ordinária e assaz escuro de cor.

## O que se sabe do autor
Sabe-se muito pouco, ele não fala dele ao singular mas ao plural fazendo entender que é um simples membro da tripulação.
Por isso sabemos que ele não era capitão nem piloto, era membro do São Rafael e acompanhava Paulo da Gama até a destruição do navio.
Era uma pessoa culta, formada em geografia 
| “ | aquy carregam as náos de Meca a especiaria e a levam a hüa cidade queestá em Meca que se chama Judeá, e põem desta ilha laa cinquoenta dias de vento a popa, que as náos desta terra nom andam pella bolina, e alij descarregam e pagam ao Gram Soldam seu direito ; e dalij a tornam a carregar em outras nãos mais piquenas e a levam por ho Mar-rruyvo a hü logar que está junto com Santa Caterina de Monte-Synay que se chama Tuuz (Suez), e também aquy pagam outro direito; aquy carregara os mercadores esta espiciaria em camellos alugados a quatro cruzados cada huũ camello e a levam ao Quayro em dez dias e aquy pagam outro direito. E neste camjnho pera o Cairo mujtas vezes os salteam ladrões que há naquella terra os quaes sam Alarves e outros. Aquy tornam ha carregar outra vez em huüas naoos que andam em hü rrio que se chama o Nillo que vem da terra de Preste Joham das Jmdias Baixas , e vam por este rrio dous dias ate que chegam a hü lugar que se chama Roxete, e aquy pagam outro direito : e tornara outra vez a carregar em camelos e a levam em hüa jornada a hüa cidade que se chama Alexandria , a quall é porto de mar: a esta cidade Dalexandria vera as galés de Veneza e de Genoa buscar esta especiaria da quall se acha que ha o Gram Soldara de direito seiscentos mjll cruzados….. | ” |
|   | — Roteiro p. 89. |   |

Também tinha conhecimentos de nautica 
| “ | E a terça feira segujnte que era vespora de Santa Luzia ouvemos huüa grande tormenta e corremos a popa com o traquete mujto baixo ... | ” |
|   | — Roteiro p. 15. |   |

e treino miltar 
| “ | E o capitam mandou que saysemos em terra com lanças e azagayas e bestas armadas e nosos gibanetes vistidos , e jsto majs pera lhe mostrar-mos que éramos poderosos pera lhe fazer mall e que lho nam queríamos fazer. | ” |
|   | — p.13. |   |

 ou 
| “ | ...trazemlhe huũas albardas datábua asy como os de Castella ... | ” |
|   | — Roteiro p. 14.                                                |   |

.
O seu diário não é só um relato dos eventos passados ou presentes, mas é claramente projetado para o futuro, dando indicações sobre a origem das especiarias, os preços na Índia e em Alexandria, os ganhos possíveis, e o vocabulário básico para uma futura volta.

Enfim sabemos que foi um dos treze homens que acompanhou Vasco da Gama na sua chegada em Calecut e na sua visita ao Samorim (ELRey). 
| “ | E ao outro dia pella manham que foy hüa segunda feira vinte oito dias do mes de Mayo foy o capitam a falar a EIRey e levou comsygo dos seus treze homens, dos quaees eu fuy huü delles. | ” |
|   | — Roteiro p.54. |   |

## Determinação do autor
Essa última indicação foi a principal pista para determinar o nome do autor, porque Fernão Lopes de Castanheda dá-nos alguns dos nomes dos treze ou doze homens que acompanhavam Vasco da Gama.
| “ | ali se assentou êj fossem coele doze pessoas .s. Diogo diz seu scriuão & Fernão martinz ho lingoa, & ho seu veador, & Ioão de saa que despois foi tesoureyro da casa da India, & hü marinheiro chamado Gõçalo pirez que fora da sua criação, & hü Aluaro velho, & Aluaro de Braga que despois foy escriuão dalfandega do Porto, & assi outros a que não soube os nomes, que coele erão treze | ” |
|   | — Fernão Lopes de Castanheda, História da Conquista da India pelos Portugueses, Livro I, Cap. XVI, pp. 44-45.. |   |

Sabemos que o autor do diário navegava no São Rafael e da lista temos: Diogo Dias, escrivão da São Gabriel, Fernão Martins o intérprete de árabe (devia navegar no São Gabriel), o anónimo veador do São Gabriel, João de Sá escrivão do São Rafael, o marinheiro Gonçalo Pires criado de Vasco da Gama, Álvaro Velho, cuja função na frota não é especificada, e Álvaro Braga, escrivão da Bérrio. Por isso só dois nomes podem ser homens do São Rafael João de Sá de certeza e Álvaro Velho hipoteticamente, já que ignoramos tudo dele. Embora o nosso autor pode muito bem não ser citado por Castanheda.

## Álvaro Velho
Ignoramos tudo dele, só que Valentim Fernandes, um impressor alemão encontrou por volta de 1507 um Álvaro Velho que viveu 8 anos em África, na Gâmbia. Poderá eventualmente ser o mesmo porque as datas coincide, e assim explicaria a interrupção do diário na Guiné. Só que é muito estranho ele só ter descrito a África e nunca ter falado da sua viagem à Índia, que interessava certamente mais Valentim Fernandes. Depois não sabemos se ele era culto ou um simples marinheiro ou soldado analfabeto, e afinal porquê ter interrompido a sua relação na Guiné e não ter descrito também a África, as sua riquezas, o seu vocabulário? Porquê que o diário começa no dia da partida para à Índia?

## João de Sá
Era, um homem culto, escrivão no São Rafael, pago para descrever à viagem, e acabou à viagem ao comando do São Gabriel até Lisboa.
| “ | Vasco da Gãma cõ aquelle têporal foy ter a jlha de Sãtiago, e por trazer seu jrmão Paulo da Gãma muy doente, leixou por capitã em o seu nauio a joã de Sa q se viesse a Lixboa: e elle por remedear a saude de seu jrrnão em húa carauela que fretou passou se a jlha terceira, onde o veo enterrar no mosteiro de sam Frãcisco por vir já muy debilitado. | ” |

É a explicação dada pela Professor Carmen Radulet para explicar o fim abrupto do diário. João de Sá era um capitão improvisado e completamente inexperiente, tendo poucos homens para manobrar o navio e certamente pouca ajuda de oficiais valentes, dedicou-se a sua missão principal que era de trazer os homens e a preciosa mercadoria até Lisboa em detrimento do diário.
Também sabemos que tinha formação militar, foi nomeado cavaleiro da Casa Real depois duma "entrada que fez em Almedina, onde matou e cativou muitos mouros na companhia de D. Pedro de Almeida fidalgo da Casa do Rei". Por isso as principais caraterísticas do nosso autor anónimo (culto, formação militar e marítima) estão em perfeita adequação com o perfil de João de Sá. E a obra em si, é mais a obra dum escrivão, por ser anónima, por só falar da viagem, por nunca falar da autor, e por ser virada em muitos aspetos para o futuro e pelos lucros potenciais dos navegadores e da coroa portuguesa.

## Outro autor
Se a tese mais provável é a de João de Sá, não se pode descartar por completo outras hipóteses como um terceiro presumível autor que por exemplo terá morrido na Guiné, ou mais simplesmente que parte da obra perdeu-se ou a cópia ficou incompleta… 